# Lista de rodovias estaduais da Paraíba
Esta é uma lista de rodovias do estado da Paraíba.

## PB-004 até PB-099
- PB-004
- PB-008
- PB-011
- PB-016
- PB-018
- PB-019
- PB-025
- PB-027
- PB-028
- PB-030
- PB-032
- PB-033
- PB-034
- PB-035
- PB-041
- PB-042
- PB-044
- PB-045
- PB-048
- PB-051
- PB-054
- PB-057
- PB-061
- PB-063
- PB-065
- PB-066
- PB-067
- PB-069
- PB-071
- PB-073
- PB-075
- PB-077
- PB-079
- PB-081
- PB-082
- PB-085
- PB-087
- PB-089
- PB-090
- PB-091
- PB-092
- PB-093
- PB-095
- PB-097
- PB-099

## PB-100 até PB-196
- PB-100
- PB-101
- PB-102
- PB-103
- PB-105
- PB-107
- PB-109
- PB-111
- PB-113
- PB-115
- PB-121
- PB-127
- PB-132
- PB-133
- PB-135
- PB-137
- PB-138
- PB-148
- PB-150
- PB-151
- PB-157
- PB-160
- PB-167
- PB-169
- PB-176
- PB-177
- PB-186
- PB-195
- PB-196

## PB-200 até PB-299
- PB-200
- PB-202
- PB-210
- PB-214
- PB-216
- PB-221
- PB-224
- PB-226
- PB-228
- PB-233
- PB-238
- PB-240
- PB-242
- PB-246
- PB-248
- PB-250[2]
- PB-251
- PB-252
- PB-262
- PB-264
- PB-275
- PB-276
- PB-293
- PB-299

## PB-306 até PB-395
- PB-306
- PB-312
- PB-313
- PB-317
- PB-321
- PB-323
- PB-325
- PB-327
- PB-337
- PB-338
- PB-348
- PB-354
- PB-356
- PB-359
- PB-364
- PB-366
- PB-368
- PB-370
- PB-372
- PB-374
- PB-376
- PB-378
- PB-382
- PB-383
- PB-384
- PB-386
- PB-387
- PB-388
- PB-391
- PB-393
- PB-394
- PB-395

## PB-400 até PB-420
- PB-400
- PB-411
- PB-417
- PB-420